# Cerritos, Guanajuato
Cerritos är en ort i Mexiko.   Den ligger i kommunen Pueblo Nuevo och delstaten Guanajuato, i den centrala delen av landet, 260 km nordväst om huvudstaden Mexico City. Cerritos ligger 1 707 meter över havet och antalet invånare är 240.
Terrängen runt Cerritos är huvudsakligen platt, men den allra närmaste omgivningen är kuperad. Runt Cerritos är det ganska tätbefolkat, med 239 invånare per kvadratkilometer. Närmaste större samhälle är Irapuato, 14,3 km norr om Cerritos. Trakten runt Cerritos består till största delen av jordbruksmark.